# پژوهشگاه بیوتکنولوژی کشاورزی ایران
پژوهشگاه بیوتکنولوژی کشاورزی ایران (به‌اختصار: ABRII) یک مرکز پژوهشی و کانون اصلی تحقیق و توسعه‌ی زیست‌فناوری در بخش کشاورزی در ایران است. هدف از آن توسعه استفاده از فناوری‌های نوین کشاورزی برای حل مشکلات بخش کشاورزی، تأمین امنیت غذایی کشور، ارتقاء سطح سلامت غذایی جامعه، حفاظت از منابع پایه و بسترهای زیست‌محیطی در راستای توسعه پایدار، تولید علم و ثروت و کمک به ایجاد اشتغال مواد و خوداتکایی در محصولات کشاورزی است. بودجه این پژوهشگاه توسط سازمان تحقیقات، آموزش و ترویج کشاورزی تامین می‌شود.  این پژوهشگاه با دارا بودن نیروی انسانی متخصص و متعهد و تجهیزات پیشرفته توانسته است در مدت کوتاه فعالیت خود به دستاوردهای بسیار باارزشی در زمینه‌های مختلف بیوتکنولوژی، به ویژه بیوتکنولوژی کشاورزی برسد و یکی از پژوهشگاه‌های پیشرو در این حوزه است.
این پژوهشگاه در دو حوزهٔ اصلی شناخته می‌شود: نخست، پژوهش‌های پیشرو در زمینه‌ی مهندسی ژنتیک گیاهی و توسعه‌ی نخستین محصولات تراریخته بومی مانند پنبه و برنج؛ و دوم، تجاری‌سازی فناوری‌های مبتنی بر کشت بافت که منجر به دستاوردهای اقتصادی بزرگی همچون خودکفایی در تولید غده بذری سیب‌زمینی شده است. فعالیت‌های این مرکز، به ویژه در حوزه‌ی محصولات تراریخته، همواره با مباحثات و چالش‌های علمی و اجتماعی همراه بوده است. این پژوهشکده با وجود فعالیت دولتی، میزبان فعالیت ده‌‌ها شرکت خصوصی فعال در آن است.

## تاریخچه
سنگ بنای این مرکز در سال ۱۳۶۲ با ایجاد بخشی به نام «بیوتکنولوژی» در مؤسسه اصلاح و تهیه نهال و بذر کرج گذاشته شد. با گسترش فعالیت‌ها و نیاز روزافزون کشور به فناوری‌های نوین، این بخش در سال ۱۳۷۸ به «پژوهشکده بیوتکنولوژی کشاورزی» ارتقا یافت. سرانجام در ۲۷ خرداد ۱۳۷۹، با دریافت موافقت قطعی از شورای گسترش آموزش عالی، این مرکز به عنوان یک پژوهشکده مستقل ملی رسماً تأسیس شد. این مرکز در سال ۱۳۹۶ به پژوهشگاه بیوتکنولوژی کشاورزی ایران ارتقا یافت تا بتواند با جامعیت بیشتری مأموریت‌های ملی خود را دنبال کند.

## ساختار و مأموریت‌ها
ساختار پژوهشگاه به صورت یک شبکهٔ ملی طراحی شده تا بتواند به چالش‌های کشاورزی در اقلیم‌های گوناگون ایران پاسخ دهد.
- ستاد مرکزی (کرج): این مرکز که با عنوان «پژوهشکده مهندسی ژنتیک کشاورزی» نیز شناخته می‌شود، قطب اصلی پژوهش‌های بنیادین است.
- پژوهشکده‌های منطقه‌ای:
  - منطقه شمال غرب و غرب (تبریز): با تمرکز بر بیوتکنولوژی صنایع غذایی.
  - منطقه مرکزی (اصفهان): با تمرکز بر بیوتکنولوژی گیاهان دارویی و متابولیت‌های ثانویه.
  - منطقه شمال (رشت): با تمرکز بر بیوتکنولوژی دام، طیور و آبزیان.

در سال ۱۴۰۳، با درک اهمیت فناوری‌های نوظهور، مراکز تخصصی هو ش‌مصنوعی در کشاورزی و «رایانش با عملکرد بالا (HPC)» نیز در این پژوهشگاه راه‌اندازی شد.

### روسا
| رئیس                      | از   | تا    |
| ------------------------- | ---- | ----- |
| بهزاد قره‌یاضی             | ۱۳۷۹ | ۱۳۸۴  |
| سیدمجتبی خیام‌نکویی        | ۱۳۸۴ | ۱۳۹۱  |
| جواد شخص توکلیان          | ۱۳۹۱ | ۱۳۹۲  |
| بهزاد قره‌یاضی             | ۱۳۹۲ | ۱۳۹۴  |
| نیراعظم خوش‌خلق‌سیما        | ۱۳۹۴ | ۱۳۹۹  |
| صابر گلکاری               | ۱۳۹۹ | ۱۴۰۰  |
| غلامرضا صالحی‌جوزانی       | ۱۴۰۰ | ۱۴۰۲  |
| محسن مردی                 | ۱۴۰۲ | ۱۴۰۳  |
| محمدعلی ابراهیمی (سرپرست) | ۱۴۰۳ | اکنون |

## دستاوردها و تأثیرات
پژوهشگاه دستاوردهای خود را در چند حوزهٔ کلیدی متمرکز کرده است:

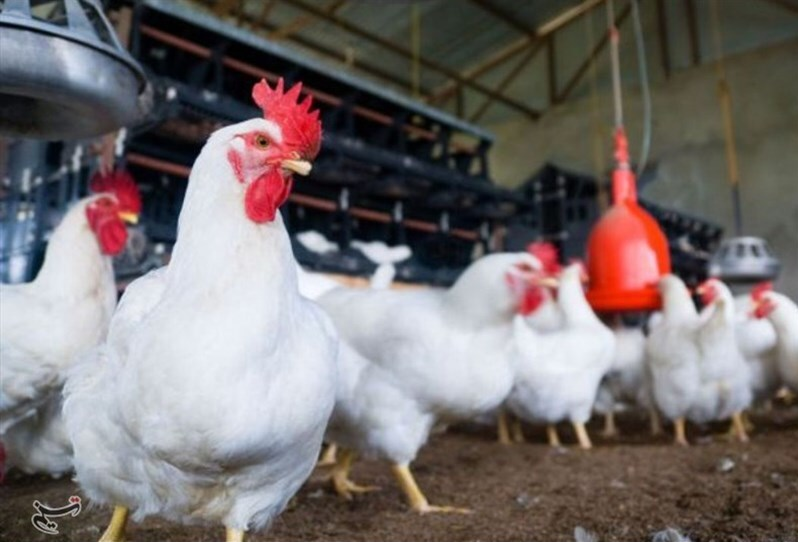
احیای مرغ نژاد آرین از طریق زاد و ولد انتخابی یکی از پروژه‌های ملی موفق پژوهشگاه بیوتکنولوژی کشاورزی ایران در حوزهٔ بیوتکنولوژی جانوری بوده است.

### مهندسی ژنتیک و محصولات تراریخته
این حوزه، شاخص‌ترین و در عین حال بحث‌برانگیزترین حوزه فعالیت پژوهشگاه است.
- پنبه تراریخته: توسعه و معرفی اولین پنبه تراریخته بومی مقاوم به آفت کرم غوزه، با هدف کاهش مصرف سموم و افزایش بازده محصول.
- برنج تراریخته: توسعهٔ برنج رقم بومی (طارم مولایی) مقاوم به آفت کرم ساقه‌خوار. این محصول با وجود دریافت مجوزهای ملی، به دلیل مباحثات پیرامون محصولات تراریخته هنوز به تولید انبوه نرسیده است.[۹]

### کشت بافت و امنیت غذایی
این حوزه موفق‌ترین نمونهٔ تجاری‌سازی فناوری و تأثیر مستقیم بر اقتصاد کشاورزی در پژوهشگاه محسوب می‌شود.
- خودکفایی در تولید غده بذری سیب‌زمینی: این پروژه یکی از بزرگترین موفقیت‌های پژوهشگاه است. با انتقال دانش فنی تولید غده‌های سالم و عاری از ویروس از طریق کشت بافت به بخش خصوصی، ایران از واردات سالانه این محصول استراتژیک بی‌نیاز شد. این دستاورد ضمن تضمین امنیت غذایی، سالانه ده‌ها میلیون دلار صرفه‌جویی ارزی برای کشور به همراه دارد.[۵]
- تکثیر پایه‌های سیب مالینگ-مرتون: دستیابی به دانش فنی تولید انبوه این پایه‌های رویشی مقاوم و پربازده که نقشی کلیدی در نوسازی باغات سیب کشور، افزایش بهره‌وری و مقاومت در برابر بیماری‌ها دارد.[۱۰]

### بیوتکنولوژی جانوری و میکروبی
- احیای مرغ نژاد آرین: اجرای طرح ملی احیای این نژاد بومی و بازگرداندن آن به زنجیره تولید گوشت کشور پس از دو دهه، گامی استراتژیک برای کاهش وابستگی ۸۰ درصدی کشور به نژادهای وارداتی و حفظ ذخایر ژنتیکی بومی بود.[۱۱]
- تولید پروبیوتیک‌های بومی: توسعه و تجاری‌سازی پروبیوتیک‌های اختصاصی برای صنعت طیور و آبزیان که به بهبود سلامت گله، کاهش مصرف آنتی‌بیوتیک و در نتیجه تولید غذای سالم‌تر و افزایش بهره‌وری اقتصادی کمک می‌کند.

## محصولات تراریخته
یکی از جدی‌ترین چالش‌های این پژوهشگاه، مباحثات عمومی و سیاست‌گذاری پیرامون محصولات دستکاری‌شده ژنتیکی (GMO) است. این مجادله علمی-اجتماعی در ایران بازتاب گسترده‌ای داشته است. حامیان این فناوری، از جمله بسیاری از پژوهشگران این مرکز و چهره‌هایی مانند بهزاد قره‌یاضی (از رؤسای سابق پژوهشگاه)، محصولات تراریخته را ابزاری ضروری برای دستیابی به امنیت غذایی و مقابله با بحران آب می‌دانند. آن‌ها با استناد به تأییدیه‌های سازمان‌های معتبر جهانی و قانون ایمنی زیستی جمهوری اسلامی ایران، بر سلامت این محصولات برای مصرف انسان و محیط زیست تأکید دارند.